# Фил (фильм, 2019)
Фил — канадский комедийно-драматический фильм 2019 года режиссера Грега Киннера с участием Киннера, Эмили Мортимер, Джеем Дюплассом, Робертом Форстером, Тейлор Шиллинг, Куртом Фуллером, Люком Уилсоном и Брэдли Уитфордом в главных ролях. Это режиссерский дебют Киннера.

## Сюжет
Находящийся в депрессии по причине кризиса среднего возраста дантист пытается понять, почему один из его самых счастливых пациентов внезапно совершает самоубийство.

## В ролях
- Грег Киннер в роли Фила
- Эмили Мортимер в роли Алисии
- Брэдли Уитфорд, в роли Майкла Фиска
- Люк Уилсон в роли детектива Веллинга
- Джей Дюпласс в роли Малькольма
- Роберт Форстер, в роли Бинг Фиска
- Меган Шарпантье в роли Молли
- Эйприл Кэмерон в роли Рахель
- Тейлор Шиллинг в роли Саманты Форд
- Курт Фуллер в роли Дина Вурца
- Сара Дагдейл в роли Кары

## Отзывы
У фильма есть 24-процентный рейтинг одобрения на Rotten Tomatoes, основанный на 25 обзорах со средней оценкой 4,52 / 10. Джеффри М. Андерсон из Common Sense Media присудил фильму две звезды из пяти. Лорри Кикта из Film Threat присвоил ему восемь звезд из десяти. Ник Аллен из RogerEbert.com дал фильму полторы звезды. Дэвид Эрлих из IndieWire поставил фильму оценку «С-».